# Igor Korneyev
Igor Vladimirovich Korneyev - em russo, Игорь Владимирович Корнеев (Moscou, 4 de setembro de 1967) é um ex-futebolista russo que atuou como ponta-direita. Possui também cidadania neerlandesa.

## Carreira em clubes
Revelado pelo Spartak Moscou, Korneyev iniciou a carreira em 1983, no Krasnaya Presnya, aos 15 anos de idade. Voltaria ao Spartak em 1984, mas não jogaria nenhuma partida como profissional nos Krasno-belye e se mudou para o CSKA em 1985. Foi no clube ligado ao Exército Soviético que o ponta se destacou, jogando 180 partidas e marcando 58 gols - ele ainda atuaria pela equipe B em 1986.
Entre 1991 e 1995, defendeu Espanyol, Barcelona B e Barcelona, onde marcou apenas 1 gol em 13 jogos. Jogou ainda por Heerenveen, Feyenoord e NAC Breda, onde se aposentou em 2003.[carece de fontes?] Pelo Feyenoord, foi campeão da Copa da UEFA de 2001–02, mas não entrou em campo em nenhuma das 9 partidas em que foi relacionado.

## Carreira internacional
Tendo jogado 5 partidas e marcado 3 gols pela União Soviética em 1991, Korneyev integrou também a Seleção da CEI que disputou apenas a Eurocopa de 1992, tendo atuado contra a Escócia. Ele ainda foi convocado para defender a Rússia na Copa de 1994, jogando apenas na vitória por 6 a 1 sobre Camarões. Apesar da goleada, o resultado foi inútil para a seleção, eliminada ainda na primeira fase, além de ter sido a última das 8 partidas de Korneyev pela Rússia, tendo saído invicto em todas (6 vitórias e 2 empates).

## Pós-aposentadoria

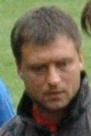
Korneyev como auxiliar-técnico da Rússia durante a Eurocopa de 2008.

Após deixar os gramados, Korneyev foi técnico das categorias de base do Feyenoord e auxiliar-técnico da Seleção Russa entre 2006 e 2010 - nos 2 últimos anos na função, acumulou ainda o cargo de diretor-esportivo do Zenit São Petersburgo até 2012. Korneyev ainda trabalhou no Slavia Praga e no Lokomotiv Moscou e seu último clube foi o Monaco, onde atuou como consultor de gestão.

## Títulos
CSKA Moscou
- Campeonato Soviético: 1991
- Copa da União Soviética: 1990–91

Feyenoord
- Eredivisie: 1998–99[7]
- Copa da UEFA: 2001–02

### Individuais
- Futebolista do Ano da Rússia: 1991